# Tour de Drenthe feminino
O Tour de Drenthe feminino (oficialmente: Ronde van Drenthe) é uma corrida de ciclismo que se disputa anualmente na província dos Países Baixos de Drente. É a versão feminina da corrida do mesmo nome.
A corrida foi criada no ano 2007 e é parte de um tríptico de corridas junto com a Drentse 8 van Dwingeloo e a Novilon Euregio Cup, sendo o Tour de Drenthe feminino a mais prestigiosa de todas elas ao ser pontuável desde a sua criação para a Copa do Mundo feminina e desde 2016 para o UCI WorldTour Feminino.
Entre o 2008 e 2010 a concorrência foi chamada oficialmente Univé Ronde van Drenthe (devido ao patrocínio de dita companhia seguradora neerlandesa) e desde 2013 até 2015 Boels Rental Ronde van Drenthe  (devido ao patrocínio de dita companhia de aluguer de maquinaria industrial neerlandesa).
Tem uns 140 km, algo menos de 60 km que a sua homónima masculina quando essa é corrida de um dia ainda que com similares características.

## Palmarés
| Ano                          | Vencedor          | Segundo              | Terceiro            |           |
| ---------------------------- | ----------------- | -------------------- | ------------------- | --------- |
| Tour de Drenthe              |                   |                      |                     |           |
| 2007                         | Adrie Visser      | Élodie Touffet       | Marianne Vos        |           |
| Univé Tour de Drenthe        |                   |                      |                     |           |
| 2008                         | Chantal Beltman   | Marianne Vos         | Ina-Yoko Teutenberg |           |
| 2009                         | Emma Johansson    | Loes Gunnewijk       | Chantal Blaak       |           |
| 2010                         | Loes Gunnewijk    | Annemiek van Vleuten | Giorgia Bronzini    |           |
| Tour de Drenthe              |                   |                      |                     |           |
| 2011                         | Marianne Vos      | Kirsten Wild         | Giorgia Bronzini    |           |
| 2012                         | Marianne Vos      | Kirsten Wild         | Emma Johansson      |           |
| Boels Rental Tour de Drenthe |                   |                      |                     |           |
| 2013                         | Marianne Vos      | Ellen van Dijk       | Emma Johansson      |           |
| 2014                         | Lizzie Armitstead | Anna van der Breggen | Shelley Olds        |           |
| 2015                         | Jolien D'Hoore    | Amy Pieters          | Ellen van Dijk      |           |
| Tour de Drenthe              |                   |                      |                     |           |
| 2016                         | Chantal Blaak     | Gracie Elvin         | Trixi Worrack       |           |
| 2017                         | Amalie Dideriksen | Elena Cecchini       | Lucinda Brand       |           |
| 2018                         | Amy Pieters       | Alexis Ryan          | Chloe Hosking       |           |
| 2019                         | Marta Bastianelli | Chantal Blaak        | Ellen van Dijk      |           |
| 2020                         | cancelado         | cancelado            | cancelado           | cancelado |
| 2021                         | Lorena Wiebes     | Elena Cecchini       | Eleonora Gasparrini |           |
| 2022                         | Lorena Wiebes     | Elisa Balsamo        | Lotte Kopecky       |           |
| 2023                         | Lorena Wiebes     | Susanne Andersen     | Maike van der Duin  |           |
| 2024                         | Lorena Wiebes     | Elisa Balsamo        | Puck Pieterse       |           |

## Palmarés por países
Atualizado após edição de 2024
| País          | Vitórias |
| ------------- | -------- |
| Países Baixos | 12       |
| Suécia        | 1        |
| Reino Unido   | 1        |
| Bélgica       | 1        |
| Dinamarca     | 1        |
| Itália        | 1        |